# Moixè Alshich

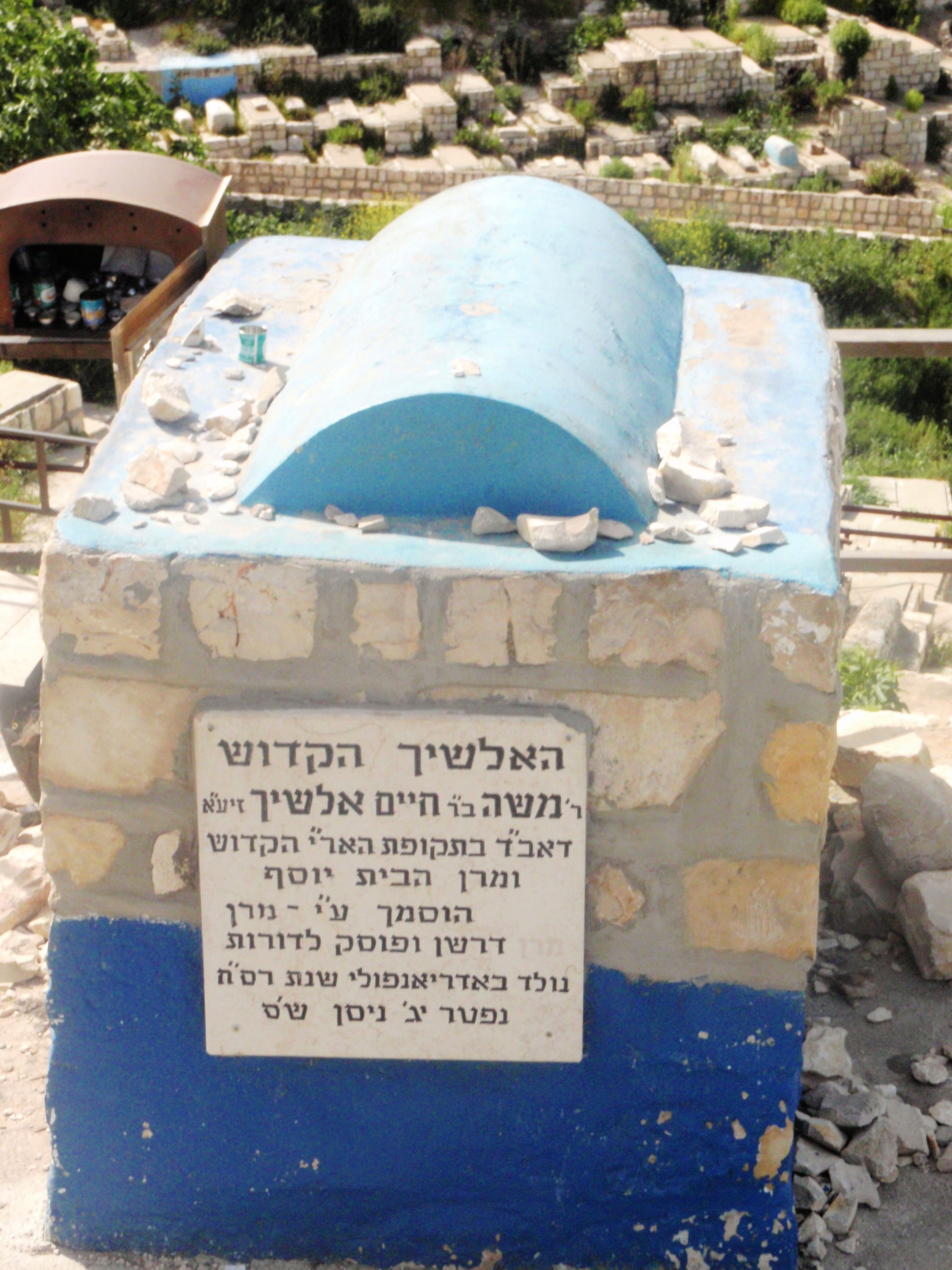
Antic cementiri de Safed.

Moixè Alshich (en hebreu: משה אלשיך) també conegut pel sobrenom de Alshich HaKadoix (Edirne, 1508 - Safed, 1593) va ser un rabí, un místic, i un reconegut cabalista otomà, així com un predicador i un comentarista de la Bíblia hebrea, la Tanakh. Alshich va viure al segle xvi. El seu pare era Hayim Alshich. Moixè es va mudar a Safed, a on va esdevenir un deixeble del Rabí Yossef Qaro. Els seus alumnes van incloure al Rabí Hayyim Vital i el Rabí Yom Tov Tzahalon. Alshich va morir a Safed en 1593.
Només alguns rabins van rebre el títol de HaKadoix (Sant) en la història jueva. Juntament amb Alshich hi ha els rabins: Isaïes Horowitz (Shelah HaKadoix), Isaac Lúria (Arizal HaKadoix) i Hayyim ibn Attar (Ohr HaChaim HaKadoix), tots ells eren figures il·lustres del seu temps. S'han donat diverses raons sobre per què Alshich va rebre el títol Hakadoix. Els seus comentaris sobre la Torà i Neviïm han estat molt difosos, i són llegits fins al dia d'avui, especialment per la seva forta influència com exhortacions pràctiques a la vida virtuosa.